# Оказаки, Рэйдзи
Рэйдзи Оказаки (яп. 岡崎令治, 1930—1975) — японский молекулярный биолог, известный исследованиями репликации ДНК и особенно описанием роли так называемых фрагментов Оказаки, которые он открыл, работая со своей женой Цунэко в 1968 году.
Рэйдзи Оказаки родился в Хиросиме, Япония. Получил высшее образование в 1953 году в Нагойском университете и работал там профессором после 1963 года, там он и сделал свои знаменитые открытия.
Окадзаки умер от лейкемии через несколько лет после своего открытия. Он попал под значительную дозу радиации во время американской атомной бомбардировки Хиросимы.